# Rothwell (Northamptonshire)
Rothwell is een civil parish in het bestuurlijke gebied Kettering, in het Engelse graafschap Northamptonshire met 7694 inwoners.

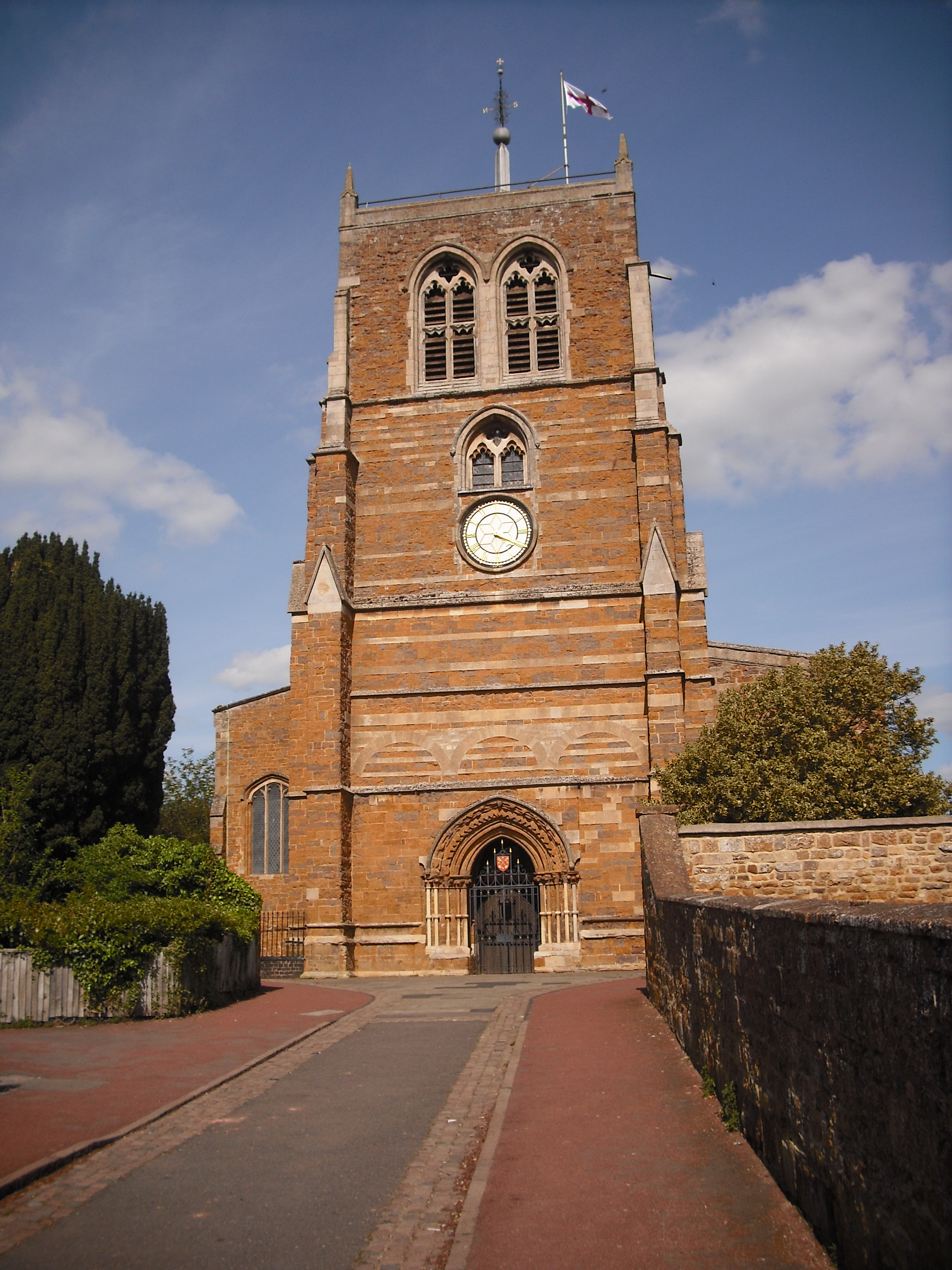
Holy Trinity Church
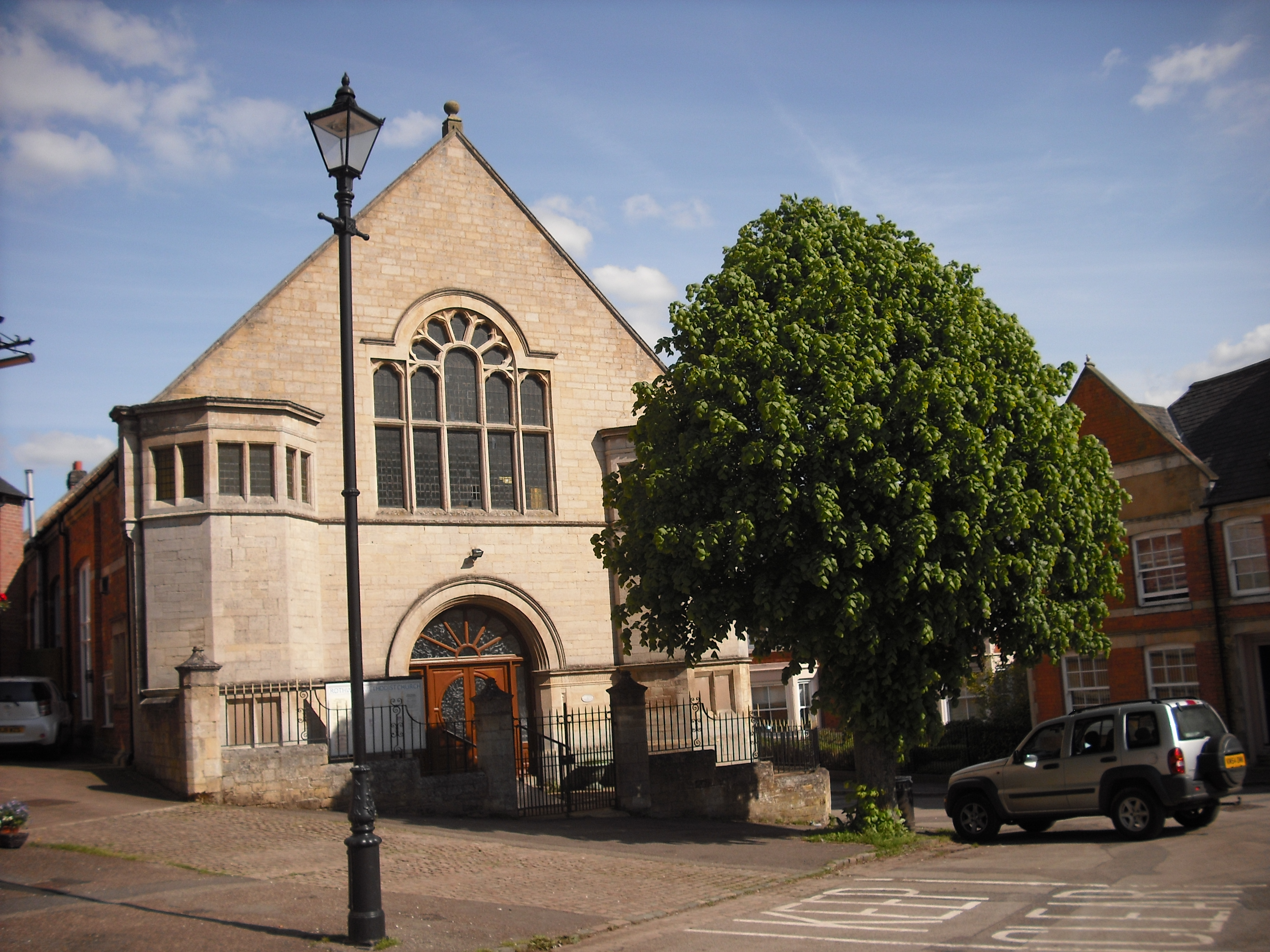
Methodistenkerk